# Paks
Paks (Duits: Paksch) is een plaats (város) en gemeente in het Hongaarse comitaat Tolna. Paks telt 20.204 inwoners (2007). Paks ligt aan de Donau.

## Kerncentrale
In Paks bevindt zich de kerncentrale Paks. De bestaande centrale genereert 2000 MW elektriciteit in vier reactoren. Hiermee wordt 32% van de totale Hongaarse energiebehoefte gedekt. Naast kernenergie beschikt Hongarije over gasgestookte centrales die 34% voor hun rekening nemen en kolencentrales die 19% bijdragen. Import van elektriciteit dekt 8% en duurzame bronnen leveren de resterende 7%. In 2008 is besloten ongeveer drieduizend vaten vast afval van deze kerncentrale tijdelijk bovengronds op te slaan in Bátaapáti.
De Hongaarse Minister van Energie, Molnár Csaba, heeft in maart 2009 een voorstel ingediend voor de voorbereiding van een  uitbreiding. Het parlement heeft hiermee ingestemd. Het plan is om de capaciteit van de centrale in fasen te verdubbelen. Een uitbreiding van de capaciteit met 1000 megawatt kost ongeveer € 2½ à 3 miljard. 